# Greater Hume Shire

Greater Hume Shire é uma área de governo local na região Riverina do sul de Nova Gales do Sul, Austrália. O Shire foi formado em 2004 incorporando  Culcairn Shire, a maioria de Holbrook Shire e parte de Hume Shire. O condado tinha uma população estimada de 10.137 em 2012.
O Shire está localizado ao lado de Hume, Olympic e estrada Riverina e a ferroviária Sydney-Melbourne.
O prefeito do Conselho de Greater Hume Shire e Cr. Heather Wilton, um político independente.

## Vilas e localidades
As principais vilas da Shire são Holbrook e Culcairn. Outras vilas são: Brocklesby, Bungowannah, Burrumbuttock, Gerogery e Gerogery West, Henty, Jindera, Morven, Walbundrie e Walla Walla.
Vilas como Howlong, foram cortadas de Hume Shire na amalgamação, Howlong é agora uma parte de Corowa Shire.

## Conselho

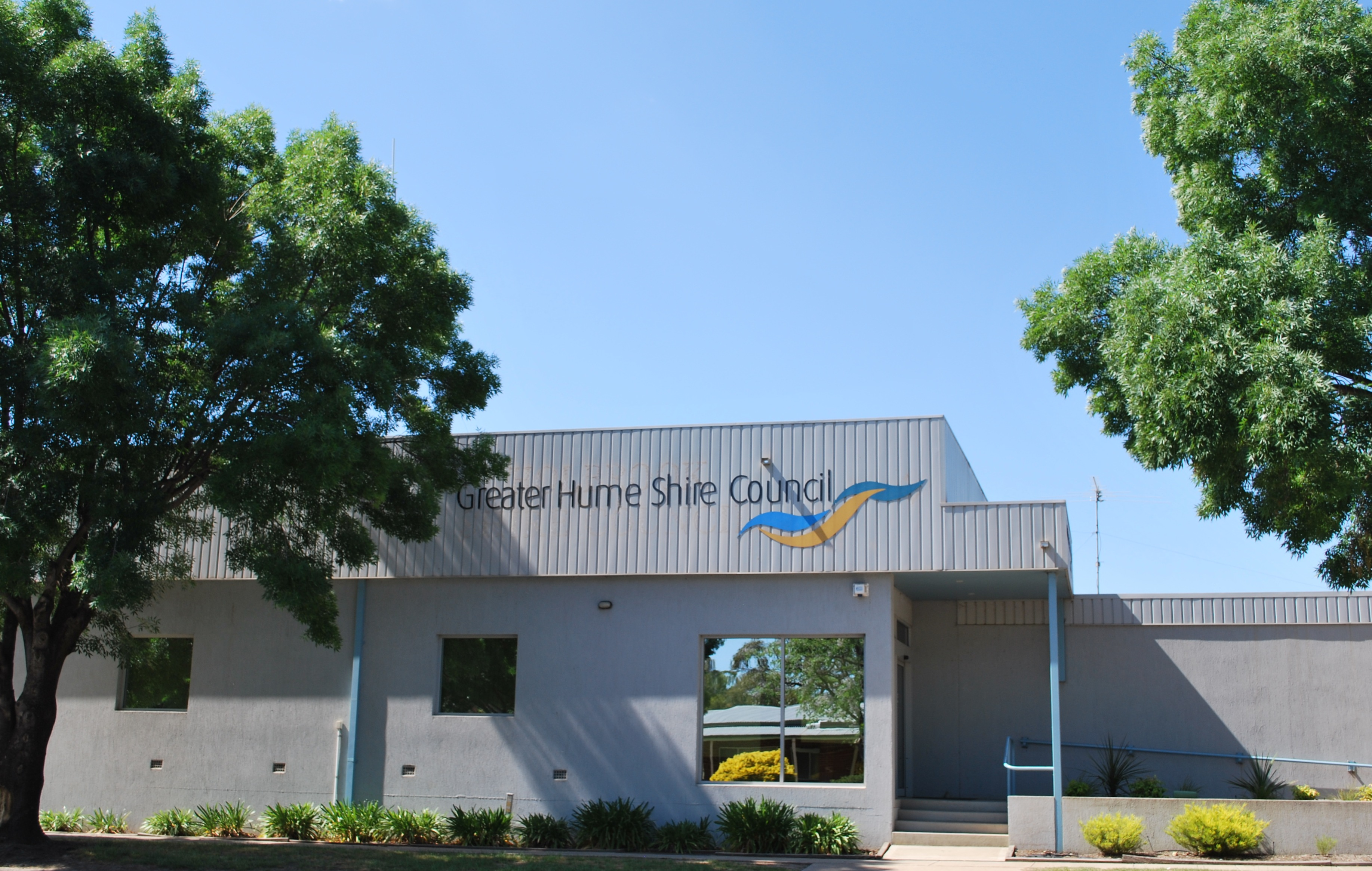
Escritórios do conselho em Holbrook

### Composição atual e método de eleição
A assembleia municipal da Grande Hume Shire é composta por nove conselheiros eleitos, três por município. Os conselheiros são eleitos por um mandato de quatro anos. O prefeito é eleito pelos conselheiros na primeira reunião da assembleia. A eleição mais recente foi realizada em 10 de setembro de 2016, e a composição do conselho é a seguinte:
| Partido | Partido                      | Conselheiros |
| ------- | ---------------------------- | ------------ |
|         | Independentes e Não alinhado | 9            |
|         | Total                        | 9            |

O atual Conselho, eleito em 2016, por ordem de eleição, é:
| Município       | Conselheiro | Conselheiro    | Partido      | Notas         |
| --------------- | ----------- | -------------- | ------------ | ------------- |
| Município Leste |             | Heather Wilton | Independente | Prefeito      |
| Município Leste |             | Tony Quinn     | Independente |               |
| Município Leste |             | Kim Stewart    | Não alinhado |               |
| Município Norte |             | Doug Meyer OAM | Independente | Vice-prefeito |
| Município Norte |             | Terry Weston   | Independente |               |
| Município Norte |             | Annette Schilg | Independente |               |
| Município Sul   |             | Denise Osborne | Independente |               |
| Município Sul   |             | Jenny O'Neill  | Independente |               |
| Município Sul   |             | Matt Hicks     | Independente |               |